# Põlva, Estonia
Põlva este un oraș situat în partea de sud-est a Estoniei, pe Orajõgi. Este reședința regiunii Põlva și a comunei omonime.